# فرق مختلطة أولمبية

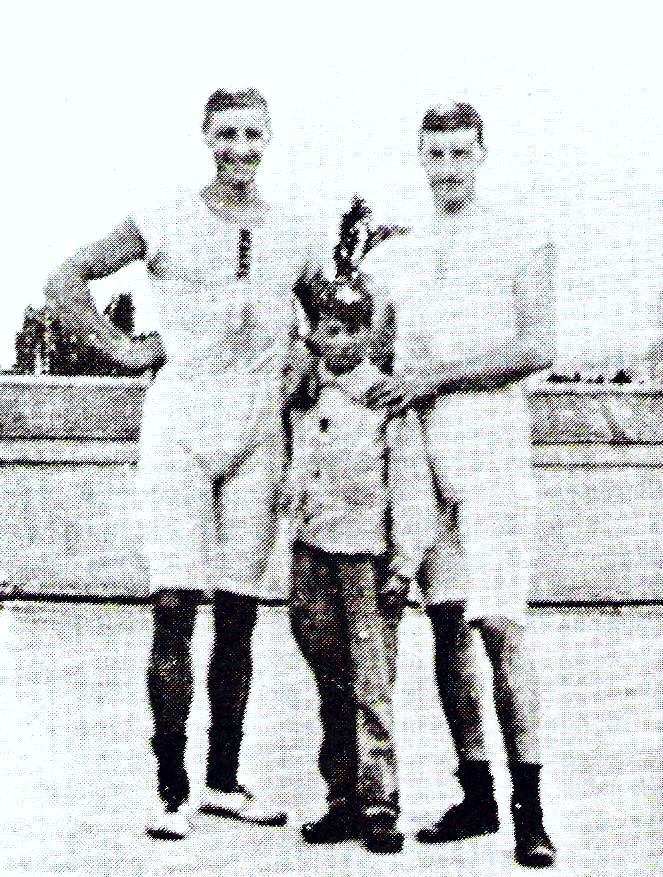

فرق مختلطة أولمبية هي الفرق التي تشارك من بلدان مختلفة في الألعاب الأولمبية وتلك البلدان غير معترف بالجنة الأولمبية لبلدها، تعد روسيا مع مجموعة من دول الاتحاد السوفيتي السابق من الدول التي شاركت بالفريق المختلط في الألعاب الأولمبية الصيفية 1992 بعد تفكك الاتحاد السوفييتي السابق.